# Amphibolurus burnsi
Espèce
Synonymes
- Lophognathus burnsi Wells & Wellington, 1985[1]

Statut de conservation UICN

 LC  : Préoccupation mineure
Amphibolurus burnsi est une espèce de sauriens de la famille des Agamidae.

## Répartition
Cette espèce est endémique d'Australie. Elle se rencontre au Queensland et en Nouvelle-Galles du Sud.

## Étymologie
Cette espèce est nommée en l'honneur de Neville Burns.

## Publication originale
- Wells & Wellington, 1985 : A classification of the Amphibia and Reptilia of Australia. Australian Journal of Herpetology, Supplemental Series, vol. 1, p. 1-61 (texte intégral).